# Duklock
Duklock, vlastním jménem Dušan Brachna, (* 26. března 1997 Bratislava) je slovenský youtuber, influencer a grafický designér. Pravidelně vydává videa na svůj hlavní a vedlejší kanál. Na hlavním kanále (Duklock) má k červenci 2025 více než 888 tisíc odběratelů. Proslavil se především svou sérií #ME.

## Životopis
Narodil se 26. března 1997 v Bratislavě. Jméno Dušan dostal po svém otci, který se živil jako hudebník. Když byl ještě malý, snil o tom, že jednou bude soutěžit v závodech F1. Nakonec se však 10 let věnoval lidovému tanci. Ve volném čase bylo jeho zálibou ježdění s kamarády na skateboardu. Navštěvoval soukromou střední uměleckou školu animované tvorby v Bratislavě, na níž studoval grafický design. Zde se začal věnovat natáčení videí a později se zde i seznámil s youtuberem GoGem (vl. jm. Daniel Sebastián Štrauch).

## Kariéra
Právě GoGo mu v začátcích pomáhal s natáčením YouTube videí, protože s tím již měl zkušenosti. Duklockův první kanál se jmenoval DukePlayGames a byl aktivní od 25. prosince 2012 do 28. října 2013. V tentýž den, kdy kanál ukončil svou činnost, si založil nový kanál s názvem Duklock. V začátcích tohoto kanálu se Duklockova tvorba zaměřovala hlavně na gameplaye, Let's Playe a vlogy. Zanedlouho se však začal věnovat především tvorbě reakčních videí. Po smrti svého otce přestal ve většině svých videí používat vulgarismy.
Dne 2. května 2017 si založil svůj první vedlejší kanál DuklockPlus (který má k červenci 2025 více než 450 tisíc odběratelů). Natáčí na něj převážně herní videa. Na začátku roku 2019 spolupracoval s youtubery Vidrailem a Vadakem na rapové písni „Wannabe“, která má na YouTube přes 12 milionů zhlédnutí. V roce 2020 dosáhl Duklock jednoho z největších úspěchů své kariéry – objevil se ve videu švédského youtubera PewDiePie. Na videu, na nějž PewDiePie reagoval ve svém vlastním videu, Duklock předváděl různé triky s jojem. Dalším velkým úspěchem byla rapová píseň „Haló“, která se stala hitem roku 2021. Mezi nejpopulárnější série na jeho kanále patří např. #ME, #RE, RECAST nebo TechLock. Nejsledovanějším videem na jeho kanále se stala parodie na píseň „Jacuzzi“ od GoGa, kterou v originále nazpívala Celeste Buckingham.

## Populární série

### #ME
Tuto sérii vytvořil Duklock jenom jako vtip. Založil Reddit komunitu, ve které jeho fanoušci zveřejňují své příspěvky jako jsou např. memy, vtipná videa nebo fanouškovské obrázky a videa. Každou středu z nich Duklock vybral ty nejlepší, reagoval na ně/okomentoval je a vydal z nich nové video. Postupně se tato série stala jeho nejúspěšnější. V roce 2023 ji Duklock ukončil s myšlenkou obnovení v blízké budoucnosti, avšak v jiném formátu.

### #RE
V této sérii reaguje na aktuální témata z YouTube nebo internetu tak, že na ně vyjádří svůj vlastní názor. V těchto videích se dost často hněvá a používá vulgarismy, na které (spolu s ironií a černým humorem) na začátku videí upozorňuje.

### RECAST
V této sérii si Duklock pozve jednoho či více hostů a následně s nimi udělá rozhovor (podcast). Nejčastěji se spolu baví o svých životech, YouTube nebo o tématech, která souvisejí s daným hostem nebo hosty.

### TechLock
V této sérii Duklock rozbaluje nové produkty a natáčí na ně recenzi.

### Live streamy naDuklockPlus
Také streamuje na svém vedlejším kanále DuklockPlus. Na těchto živých přenosech hraje počítačové hry. Fanouškové s ním mohou komunikovat nebo mu též mohou finančně přispívat.